# The Hard and The Easy
The Hard and The Easy er det syvende studiealbum fra det canadiske folkrockband Great Big Sea. Det blev udgivet i 1. oktober 2005 i Canada og  25. oktober i USA. Det solgte guld 25. oktober 2005.
Albummet er en samling af traditionelle sang fra Newfoundland, hvoraf mange kommer fra Gerald S. Doyles sangbøger. Albumtitlen kommer fra en linje i det sidste nummer "Tickle Cove Pond".
Albummet blev nomineret til Roots & Traditional Album of the Year by a group til Juno Awards 2006.
CD-versionen af albummet kom med en bonus-DVD som indeholdt baggrundshistorie, kommentarer og uformelle optrædener med albummets numre. 
Albummet var også tilgængelig via iTunes, hvor det kom med en digital udgave af covernoterne. Dem der forudbestilte albummet kunne også få en liveversion af  "The Old Black Rum".

## Spor
1. "Come And I Will Sing You (The Twelve Apostles)" (Traditionel, arrangeret af Alan Doyle, Séan McCann, Bob Hallett) 3:42
2. "Old Polina" (Traditionel, arrangeret af Alan Doyle, Séan McCann, Bob Hallett) 2:40
3. "The River Driver" (Traditionel, arrangeret af Alan Doyle, Séan McCann, Bob Hallett) 3:03
4. "The Mermaid" (Phil Hillier, Arrangeret Alan Doyle, Séan McCann, Bob Hallett) 2:49
5. "Captain Kidd" (Traditionel, arrangeret af Alan Doyle, Séan McCann, Bob Hallett) 2:51
6. "Graceful & Charming (Sweet Forget Me Not)" (Bobby Newcome, Arrangeret af Alan Doyle, Séan McCann, Bob Hallett) 4:18
7. "Concerning Charlie Horse" (Omar Blondahl) 3:13
8. "Harbour LeCou" (Traditionel, arrangeret af Alan Doyle, Séan McCann, Bob Hallett) 3:33
9. "Tishialuk Girls Set (Father's Jig / Buffet Double / Tishialuk Girls)" (Baxter Wareham, Rufus Guinchard, Charlie Lloyd) 3:27
10. "French Shore" (Lem Snow) 3:48
11. "Cod Liver Oil" (Johnny Burke, Arranged Alan Doyle, Séan McCann, Bob Hallett) 2:57
12. "Tickle Cove Pond" (Mark Walker) 5:01

## Om sangene
- "Come and I Will Sing You" er en variation af en sang, der har eksisteret siden tidligt i islamiske tider. Den minder versionen kendt som "Green Grow the Rushes, O."
- "Captain Kidd" handler om den berømte pirat William Kidd.
- Efter albummet blev udgivet, opdagede bandet at "The Mermaid" i virkeligheden var blevet skrevet af Shel Silverstein.
- "Graceful & Charming (Sweet Forget Me Not)" var egentligt skrevet af Bobby Newcome fra Cincinnati, Ohio, i 1877.[2]